# جاده (رمان)
جاده (به انگلیسی: The Road) نام رمانی آمریکایی نوشته کورمک مک کارتی است که در سال ۲۰۰۶ چاپ شده‌است. این کتاب، داستانی پساآخرالزمانی را روایت می‌کند. رمان شرح سفر پدر و پسری (که در کتاب هیچ نامی ندارند) در دنیایی تباه است. این رمان دهمین کتاب کرمک مکارتی بعد از رمان جایی برای پیرمردها نیست می‌باشد که برنده دو جایزه ادبی مهم از جمله جایزه پولیتزر برای داستان در سال ۲۰۰۷ شد.

## داستان
در سال‌های آینده بر اثر حوادث نامعلوم جهان تغییر می‌کند. هیچ گیاهی نمی‌روید. غذایی نیست. همه مردم مرده‌اند و فقط تعداد معدودی باقی‌مانده‌اند که اکثر آن‌ها هم در حال نابودی اند.
حال که جهان به ویرانه‌ای عظیم تبدیل شده که آدمها از فرط گشنگی به خوردن یکدیگر روی آورده‌اند و عواطف انسانی جایشان را به غرایض بی رحم حیوانی داده‌اند، پدر و پسری در حال دور شدن از خطرات و آدمخواران هستند. تمام چیزی که برای آن‌ها مانده است در یک چرخ خرید که در آن وسایل و پتو هایشان را ریخته‌اند و یک اسلحه که در دست پدر است خلاصه می‌شود.
مرد برای حفظ و نجات فرزندش (که در طول کتاب بارها او را فرشته خطاب می‌کند و می‌تواند نماد ذره‌ای انسانیت باقی‌مانده باشد) به همراه او دست به سفری پرماجرا در جاده‌ای یخ زده می‌زند.
آن‌ها در طول سفر با افرادی برخورد می‌کنند. مثل یک دزد، یک پیرمرد نیمه جان و کور، عده‌ای آدمخوار، یک کودک و یک مرد نجات دهنده.

## شخصیت‌ها
- مرد : شخصیت مرد، پدری است فداکار برای فرزندش که در این سفر مراقب اوست و در آخر داستان می‌میرد.
- پسربچه : نماد ذره پاکی باقی‌مانده در این جهان کثیف که در پناه مردم دیگر نجات پیدا می‌کند.
- مادر : همسر مرد و مادر پسربچه در یک بازگشت به عقب، در مدتی کوتاه ظاهر می‌شود.
- دزد : شخصیتی که چرخ دستی پدر و پسر را می‌دزدد ولی گیر می‌افتد.
- مرد غریبه : شخصیتی که بعد از مرگ مرد از پسر وی محافظت می‌کند.
- پیرمرد : شخصیتی نیمه جان که بعد از مدت کوتاهی حذف می‌شود.

## جوایز
- برنده جایزه James Tait Black Memorial Prize - (۲۰۰۶)
- برنده جایزه پولیتزر برای داستان - (۲۰۰۷)

## فیلم
در سال ۲۰۰۹ از این رمان، فیلمی به کارگردانی جان هیلکات اقتباس شد با بازی درخشان ویگو مورتنسن.

## ترجمه به فارسی
در پائیز ۱۳۸۸ هجری شمسی رمان جاده با همین عنوان توسط محمدرضا قلیچ خانی زیر نظر نشر علم ترجمه و به بیرون عرضه شد.